# Antígono II Gónatas
Antígono II Gónatas (en griego: Αντίγονος B΄ Γονατάς, Antígono el Patizambo) (c. 319-239 a. C.) reinó en Macedonia en dos períodos distintos: entre 277 a. C. y 274 a. C., y entre 272 a. C. y 239 a. C. 
Su padre, Demetrio Poliorcetes, era hijo del general de Alejandro Magno, Antígono I Monóftalmos que había servido a las órdenes de Alejandro Magno; y su madre era hija del otro general de Alejandro, llamado Antípatro. Por lo tanto tuvo como abuelos a los dos generales más importantes del gran Alejandro. 
Adepto al estoicismo, fue discípulo de Zenón de Citio. 
En 288 a. C. recibió plenos poderes de su padre, quien abandonó Macedonia para intentar conquistar Asia Menor. Hasta su ascenso al trono, Antígono mantuvo guerras con los otros reyes del mundo helenístico (los otros epígonos), sobre todo con Lisímaco en Tesalia y Atenas, y con Ptolomeo Cerauno en Macedonia y el Peloponeso.
En 279 a. C., contrajo matrimonio con Fila, hermana de Antíoco I Sóter, con quien concluyó un tratado que fija las respectivas zonas de influencia. Tras vencer a los galos, llamados gálatas en 277 a. C., su prestigio se hizo irresistible y fue proclamado rey por el ejército.
- Primer reinado (277 a. C.-274 a. C.): instauró un gobierno tiránico, reconocido en toda Grecia, salvo en Esparta. En 274 a. C. fue derrotado y depuesto por Pirro.
- Segundo reinado (272 a. C.-239 a. C.): recuperó el trono tras vencer a Pirro en Argos. Domina Grecia, pero tuvo que reconocer la autonomía de Atenas, Esparta, la Liga Aquea y la Liga Etolia, cada una con su propia política. Aumentó su poder marítimo para frenar a Ptolomeo II Filadelfo, quien conspiró con las ciudades griegas, prontas a sublevarse. Venció en la Guerra de Cremónides (266 a. C.-261 a. C.) contra Atenas, Esparta y Egipto, tras una gran victoria naval contra la flota egipcia en Cos. En 245 a. C. obtuvo un decisiva victoria naval en Andros sobre Ptolomeo III Evergetes, expulsándole de las islas Cícladas, lo que marcó el fin de la influencia lágida en Grecia.

Este rey fue un gran impulsor del estudio y de las artes. Durante su reinado, el desarrollo de la cultura se vio engrandecido y, por ejemplo, fue mecenas y protector del poeta y astrónomo Arato, de Perseo el Estoico, Antágoras de Rodas, Alejandro de Etolia y, probablemente, Nicandro de Colofón. También pasaron por su corte de Pela Menécrates de Éfeso, autor de un poema agrícola titulado Trabajos, de marcado sabor hesiódico, en el que se mostraba como una autoridad en apicultura, Menedemo de Eretria y el filósofo escéptico y satírico Timón de Fliunte. 